# Spoorlijn 221
Spoorlijn 221 is een Belgische industrielijn in de haven van Antwerpen. De lijn takt bij Y Ford af van spoorlijn 220 en loopt eerst zuidwaarts langs de Oosterweelseweg tot aan de Noordkasteelbrug en draait dan westwaarts om langs de Scheldelaan tot aan de Lillobrug op spoorlijn 223 aan te sluiten. Hiermee bedient spoorlijn 221 het zuidelijke deel van de haven. Sinds het slopen van de Petroleumbrug is er echter geen doorgaand verkeer meer mogelijk op lijn 221. Vanuit het noorden loopt de rails nu dood na de Boudewijnbrug, terwijl de Meestoofbrug helemaal niet meer bereikbaar is.
De maximumsnelheid bedraagt 40 km/u.

## Lijn 221A, 221B, 221C, 221D & 221E
Ter hoogte van de Verbindingsgeul tussen het Leopolddok en het Albertdok splitst de spoorlijn: lijn 221A gaat rechtdoor over de Wilmarsdonkbrug, terwijl lijn 221 afbuigt en over de oostelijk gelegen Oosterweelbrug loopt. Aan de Noordkasteelbrug is er opnieuw een splitsing: lijn 221 loopt over de westelijke brug, lijn 221B over de oostelijke brug.
Ter hoogte van het Kruisschans-sluizencomplex werd de spoorlijn opnieuw gesplitst: lijn 221 liep over de sluizen langs de havenkant en lijn 221C over de sluizen langs de Scheldekant. Sinds 2014 is lijn 221C opgebroken en het gedeelte tussen Y Meestoof en de Petroleumbrug vernummerd naar lijn 221D. Het gedeelte tussen Y Polderdijk en de Petroleumbrug is vernummerd in lijn 221E.

## Aansluitingen
In de volgende plaatsen is of was er een aansluiting op de volgende spoorlijnen:
Y Ford
Spoorlijn 220 tussen Y Noorderlaan en Merksem
Spoorlijn 221A tussen Y Ford en Y Oosterweel
Y Oosterweel
Spoorlijn 221A tussen Y Ford en Y Oosterweel
Y Amerika
Spoorlijn 221B tussen Y Amerika en Y Kastel
Y Kastel
Spoorlijn 221B tussen Y Amerika en Y Kastel
Y Polderdijk
Spoorlijn 221E tussen Y Polderdijk en Bundel Petrol
Y Kruisschans
Spoorlijn 221C tussen Y Kruisschans en Y Meestoof
Y Meestoof
Spoorlijn 221C tussen Y Kruisschans en Y Meestoof
Spoorlijn 221D tussen Bundel Total en Y Meestoof
Y Lillobrug
Spoorlijn 223 tussen verbinding 18 en Bundel Noordland

## Verbindingsspoor
221/1: Y Bayer (lijn 221) - Y Witte Molen (lijn 223)